# Frederico Augusto II, Grão-Duque de Oldemburgo
Frederico Augusto II (em alemão: Friedrich August von Oldenburg; Oldemburgo, 16 de novembro de 1852 – Rastede, 24 de fevereiro de 1931) foi o último grão-duque governante de Oldemburgo. Casou-se com a princesa Isabel Ana da Prússia, filha do príncipe Frederico Carlos da Prússia e da princesa Ana de Anhalt-Dessau. Depois da sua morte casou-se com a duquesa Isabel Alexandrina de Mecklemburgo-Schwerin.

## Família
Frederico Augusto era o filho mais velho e único sobrevivente do grão-duque Pedro II de Oldemburgo e da sua esposa, a princesa Isabel de Saxe-Altemburgo. Os seus avós paternos eram o grão-duque Augusto de Oldemburgo e a princesa Ida de Anhalt-Bernburg-Schaumburg-Hoym. Os seus avós maternos eram o duque José de Saxe-Altemburgo e a princesa Amélia de Württemberg. Era sobrinho da grã-duquesa Alexandra Iosifovna e, por isso, primo direito da rainha Olga da Grécia.

## Casamentos e descendência
No dia 18 de fevereiro de 1878, Frederico Augusto casou-se com a princesa Isabel Ana da Prússia, uma filha do príncipe Frederico Carlos da Prússia. O casamento foi duplo, visto que no mesmo dia, a princesa Carlota da Prússia (filha do príncipe e da princesa-herdeira da Prússia) se casou com o príncipe-herdeiro Bernardo de Saxe-Meiningen.  O duplo casamento foi a primeira grande cerimônia da realeza alemã desde a criação do Império Alemão em 1870. Devido ao elevado estatuto dos noivos, estiveram presentes grandes figuras da época na cerimônia incluindo o rei Leopoldo II da Bélgica e a sua esposa Maria Henriqueta bem como o príncipe de Gales, tio de Carlota.
Frederico Augusto e Isabel Ana tiveram duas filhas:
- Sofia Carlota de Oldemburgo (2 de fevereiro de 1879 - 29 de março de 1964), casada com o príncipe Eitel Frederico da Prússia, filho do kaiser Guilherme II da Alemanha.
- Margarida da Prússia (13 de outubro de 1881 - 20 de fevereiro de 1882), morreu nova.

Isabel morreu no dia 28 de agosto de 1895, antes de Frederico suceder ao trono. Antes da sua morte, o seu marido estava a construir um novo palácio residencial que depois batizou em sua honra de Palácio Isabel Ana.
No dia 24 de outubro de 1896, Frederico casou-se pela segunda vez com a duquesa Isabel Alexandrina de Mecklemburgo-Schwerin, uma filha do grão-duque Frederico Francisco II de Mecklemburgo-Schwerin. Em 1900 Frederico tornou-se grão-duque de Oldemburgo, fazendo dela a sua consorte.
Frederico e Isabel tiveram quatro filhos:
- Nicolau Frederico Guilherme de Oldemburgo (10 de agosto de 1897 - 3 de abril de 1970), casado com a princesa Helena de Waldeck e Pyrmont.
- Alexandrina de Oldemburgo (25 de março de 1900 - 26 de março de 1900)
- Ingeborg Alice de Oldemburgo (1901-1996), casada com o príncipe Alexandre Vítor de Schaumburg-Lippe.
- Alteburga Maria Matilde Olga de Oldemburgo (1903-2001), casada com Josias, príncipe-hereditário de Waldeck e Pyrmont.